# Великобритания на «Детском Евровидении — 2005»
Великобритания участвовала в «Детском Евровидении — 2005», проходившем в Хасселте, Бельгия, 26 ноября 2005 года. На конкурсе страну представила Джонни Фюллер с песней «How does it feel?», выступившая пятой. Она заняла четырнадцатое место, набрав 28 баллов. Это было последнее участие Великобритании на «Детском Евровидении» до 2022 года: отказавшись от участия в 2006 году из-за низких рейтингов, только через рекордные 17 лет страна вернулась на конкурс, но уже с другим телевещателем — BBC.

## Национальный отбор
Национальный отбор прошёл 3 сентября 2005 года, ведущими которого были Майкл Андервуд и Никки Сандерсон. Победитель был определён региональным телеголосованием.
| Junior Eurovision Song Contest 2005: The British Final — 3 сентября 2005 | Junior Eurovision Song Contest 2005: The British Final — 3 сентября 2005 | Junior Eurovision Song Contest 2005: The British Final — 3 сентября 2005 | Junior Eurovision Song Contest 2005: The British Final — 3 сентября 2005 | Junior Eurovision Song Contest 2005: The British Final — 3 сентября 2005 |
| №                                                                        | Артист                                                                   | Песня                                                                    | Место                                                                    | Всего                                                                    |
| ------------------------------------------------------------------------ | ------------------------------------------------------------------------ | ------------------------------------------------------------------------ | ------------------------------------------------------------------------ | ------------------------------------------------------------------------ |
| 01                                                                       | Вики Гордон                                                              | «Groovy chick»                                                           | 6                                                                        | 23                                                                       |
| 02                                                                       | Крейг Лис                                                                | «Clear the air»                                                          | 4                                                                        | 35                                                                       |
| 03                                                                       | Джессика Стреттон                                                        | «About you»                                                              | 5                                                                        | 26                                                                       |
| 04                                                                       | Джек Гарратт                                                             | «The girl»                                                               | 8                                                                        | 13                                                                       |
| 05                                                                       | Бен Смит                                                                 | «Lovely»                                                                 | 2                                                                        | 41                                                                       |
| 06                                                                       | Сара Робертсон                                                           | «In my life»                                                             | 3                                                                        | 36                                                                       |
| 07                                                                       | Лиззи М                                                                  | «Devil in a hood»                                                        | 7                                                                        | 17                                                                       |
| 08                                                                       | Джонни Фюллер                                                            | «How does it feel?»                                                      | 1                                                                        | 43                                                                       |

| Подробные результаты голосования | Подробные результаты голосования | Подробные результаты голосования | Подробные результаты голосования | Подробные результаты голосования | Подробные результаты голосования | Подробные результаты голосования | Подробные результаты голосования | Подробные результаты голосования |
| №                                | Песня                            | Мобильные телефоны               | Региональное телеголосование     | Региональное телеголосование     | Региональное телеголосование     | Региональное телеголосование     | Региональное телеголосование     | Всего                            |
| №                                | Песня                            | Мобильные телефоны               | Северная Ирландия                | Северная Англия                  | Шотландия                        | Южная Англия                     | Уэльс                            | Всего                            |
| -------------------------------- | -------------------------------- | -------------------------------- | -------------------------------- | -------------------------------- | -------------------------------- | -------------------------------- | -------------------------------- | -------------------------------- |
| 01                               | «Groovy chick»                   | 10                               | 3                                | 2                                | 3                                | 2                                | 3                                | 23                               |
| 02                               | «Clear the air»                  | 5                                | 5                                | 10                               | 8                                | 3                                | 4                                | 35                               |
| 03                               | «About you»                      | 3                                | 4                                | 6                                | 6                                | 1                                | 6                                | 26                               |
| 04                               | «The girl»                       | 1                                | 2                                | 1                                | 1                                | 6                                | 2                                | 13                               |
| 05                               | «Lovely»                         | 6                                | 10                               | 5                                | 2                                | 10                               | 8                                | 41                               |
| 06                               | «In my life»                     | 2                                | 6                                | 8                                | 5                                | 5                                | 10                               | 36                               |
| 07                               | «Devil in a hood»                | 4                                | 1                                | 3                                | 4                                | 4                                | 1                                | 17                               |
| 08                               | «How does it feel?»              | 8                                | 8                                | 4                                | 10                               | 8                                | 5                                | 43                               |

## На «Детском Евровидении»
Финал конкурса транслировали телеканалы ITV1 (с задержкой) и ITV2, комментатором которых был Майкл Андервуд, а результаты голосования от Великобритании объявляла Вики Гордон. Джонни Фюллер выступила под пятым номером после Румынии и перед Швецией, и заняла четырнадцатое место, набрав 28 баллов.

## Голосование[6]
| Баллы     | Страна                    |
| --------- | ------------------------- |
| 12 баллов |                           |
| 10 баллов |                           |
| 8 баллов  |                           |
| 7 баллов  |                           |
| 6 баллов  |                           |
| 5 баллов  | Мальта                    |
| 4 балла   |                           |
| 3 балла   | Дания                     |
| 2 балла   | Белоруссия Бельгия Латвия |
| 1 балл    | Нидерланды Россия         |

| Баллы     | Страна             |
| --------- | ------------------ |
| 12 баллов | Испания            |
| 10 баллов | Белоруссия         |
| 8 баллов  | Норвегия           |
| 7 баллов  | Нидерланды         |
| 6 баллов  | Греция             |
| 5 баллов  | Латвия             |
| 4 балла   | Северная Македония |
| 3 балла   | Румыния            |
| 2 балла   | Россия             |
| 1 балл    | Дания              |